# Adam Radomyski
Adam Radomyski (ur. 4 marca?/16 marca 1893 w Smoleńsku, zm. wiosną 1940 w Charkowie) – podpułkownik kawalerii Wojska Polskiego, ofiara zbrodni katyńskiej.

## Życiorys
Syn Floriana i Róży z Krzyczkowskich. Należał do korporacji akademickiej „Jagiellonia” w Wiedniu. Był żołnierzem kawalerii armii carskiej,
Podczas I wojny światowej służył w I Korpusie Polskim w Rosji. Brał udział w powstaniu wielkopolskim na przełomie 1918/1919. Służbę w Wojsku Polskim rozpoczął w 1919 po odzyskaniu niepodległości przez Polskę. Brał udział w wojnie polsko-bolszewickiej w szeregach 7 pułku Ułanów Lubelskich. 6 września 1919 roku został przeniesiony do szwadronu przybocznego Naczelnika Państwa na stanowisko dowódcy plutonu i zastępcy dowódcy szwadronu. 12 lutego 1921 roku zastąpił rotmistrza Edwarda Dunin-Markiewicza na stanowisku dowódcy szwadronu przybocznego Naczelnika Państwa. Od 1922 był dowódcą szwadronu przybocznego. Został awansowany do stopnia majora kawalerii ze starszeństwem z dniem 15 sierpnia 1924. 6 maja 1926 roku został mianowany adiutantem generalnym Prezydenta RP Stanisława Wojciechowskiego. 19 lipca 1926 roku, po przewrocie majowym i objęciu urzędu Prezydenta RP przez Ignacego Mościckiego, został przeniesiony do 15 pułku Ułanów Poznańskich w Poznaniu na stanowisko dowódcy szwadronu. W lutym 1927 został przesunięty na stanowisko kwatermistrza, a w kwietniu następnego roku na stanowisko zastępcy dowódcy pułku. 6 marca 1928 roku został przeniesiony służbowo do Obozu Szkolnego Kawalerii w Grudziądzu, w charakterze słuchacza trzy i półmiesięcznego kursu oficerów sztabowych kawalerii. 23 grudnia 1929 roku został przeniesiony do Korpusu Ochrony Pogranicza na stanowisko Inspektora Północnej Grupy Szwadronów KOP w Wilnie. Na podpułkownika został awansowany ze starszeństwem z dniem 1 stycznia 1931 roku w korpusie oficerów kawalerii. 11 kwietnia 1933 roku został przeniesiony z KOP na stanowisko rejonowego inspektora koni w Gródku Jagiellońskim. 26 stycznia 1934 roku został przeniesiony do Zapasu Młodych Koni w Jarosławiu na stanowisko zarządcy. W marcu 1939 na stanowisku zarządcy Zapasu Młodych Koni w Górze Kalwarii.
W czasie kampanii wrześniowej był dowódcą 31 batalionu sformowanego z rozbitków w składzie Grupy „Żółkiew” płk. dypl. Stefana Iwanowskiego, uczestnicząc w obronie Lwowa. Po agresji ZSRR na Polskę Grupa „Żółkiew” została rozbita. 18/19 września wzięty do niewoli sowieckiej i przewieziony do obozu w Starobielsku. Wiosną 1940 roku został zamordowany przez funkcjonariuszy NKWD w Charkowie i potajemnie pogrzebany w bezimiennej, zbiorowej mogile w Piatichatkach, gdzie od 17 czerwca 2000 roku mieści się oficjalnie Cmentarz Ofiar Totalitaryzmu w Charkowie. Figuruje na Liście Starobielskiej NKWD, pod poz. 2874.
Adam Radomyski był żonaty z Wandą Marią Gużewską (1893–1985), siostrą Zygmunta, majora artylerii.

## Ordery i odznaczenia
- Krzyż Walecznych (trzykrotnie)
- Złoty Krzyż Zasługi (10 listopada 1928)[14]
- Medal Niepodległości (23 grudnia 1933)[15]
- Medal Pamiątkowy za Wojnę 1918–1921
- Medal Dziesięciolecia Odzyskanej Niepodległości
- Odznaka pamiątkowa Korpusu Ochrony Pogranicza[16]
- Odznaka pamiątkowa 15 pułku Ułanów Poznańskich (1928)[17]
- Odznaka pamiątkowa za Powstanie Wielkopolskie
- Krzyż Oficerski Orderu Korony Rumunii (Rumunia)[18]
- Medal Zwycięstwa (Médaille Interalliée)[18]

## Upamiętnienie
5 października 2007 minister obrony narodowej Aleksander Szczygło – decyzją nr 439/MON – mianował go pośmiertnie na stopień pułkownika. Awans został ogłoszony 9 listopada 2007 w Warszawie, w trakcie uroczystości „Katyń Pamiętamy – Uczcijmy Pamięć Bohaterów”.
W ramach akcji „Katyń... pamiętamy” / „Katyń... Ocalić od zapomnienia” został zasadzony Dąb Pamięci honorujący Adama Radomyskiego.